# پنکادر، کارمارتنشر
پنکادر (به انگلیسی: Pencader) یک روستا در بریتانیا است که در کارمارتنشر واقع شده‌است. پنکادر ۳۳۶ نفر جمعیت دارد.